# 西湖镇 (铜陵市)
西湖镇，是中华人民共和国安徽省铜陵市铜官区下辖的一个乡镇级行政单位。总人口2.1万余人，总面积45.3平方公里。
2018年，义安区顺安镇长龙山村鲁村、新庄、花元、下湾、新塘、黄湾、上湾、毛湾、罗冲、马冲等10个村民组划归铜官区西湖镇管辖。

## 地理位置
宁铜铁路、沿江快速通道穿境而过，铜九铁路、北京东路延伸段、学士路、景观大道、沿新路建设拉开了整体路网框架。

## 行政区划
西湖镇下辖以下地区：
农林村、柴塘村、跃进村、朝山村、新庙村、横塘村、联复村、石山村、新圩村、联合村、长龙村、栖凤社区、乌木山社区和狮子山村。